# Diplectrona mafulua
Diplectrona mafulua är en nattsländeart som beskrevs av Douglas E. Kimmins 1962. Diplectrona mafulua ingår i släktet Diplectrona och familjen ryssjenattsländor. Inga underarter finns listade i Catalogue of Life.